# 699
Cette page concerne l'année 699  du calendrier julien. Pour l'année 699 av. J.-C., voir 699 av. J.-C.
L'année 699 est une année commune qui commence un mercredi.

## Événements
- Le gouverneur d’Irak Al-Hajjaj écrase les Azraqites (branche extrémiste des Kharidjites) qui opéraient dans l'ouest de l'Iran[1].
- Le général Ibn al-Ash'ath, envoyé en expédition dans le Sistan, se révolte contre Al-Hajjaj. Victorieux à Tustar en 701, il s'établit à Kufa avant d'être battu en 702[2].
- Victoire de Kapaghan, Kaghan des Turcs orientaux sur les Turcs occidentaux, restaurant l'unité de l'empire Köktürks[3].

## Décès en 699
- Claude, évêque de Besançon, retiré au monastère de Saint-Oyand-de-Joux (auj. Saint-Claude, Jura).